# Netolice (hrad)
Netolice jsou zaniklý hrad, který stával na jižním okraji stejnojmenného města v okrese Prachatice. Drobné zbytky hradu se dochovaly ve zdech usedlostí, které byly postaveny na jeho místě pod hrází rybníka Mnich.

## Historie
Podle Augusta Sedláčka byl po roce 1263 zakladatelem hradu klášter ve Zlaté Koruně. První písemná zmínka však pochází až z roku 1405. Roku 1420 získal netolické panství do zástavy Oldřich II. z Rožmberka. Když se roku 1468 postavil Jan II. z Rožmberka proti králi Jiřímu z Poděbrad, setkal se s odporem části jihočeské šlechty. V následujícím roce se Jindřich Roubík z Hlavatec zmocnil netolického hradu a držel ho až do své smrti v roce 1477. Hrad poté nejspíše ještě v patnáctém století zanikl a jeho pozůstatky byly zbořeny při dobývání města roku 1619.

## Stavební podoba
Jednodílný hrad s trojúhelným půdorysem byl ze všech stran chráněn vodou. V severozápadním rohu nádvoří stávala věžovitá budova, jejíž zbytky se dochovaly v budově skladiště. Ke hradu mohly patřit také sklepy pod domem čp. 222 a některé části opěrné zdi na východní straně mohou být pozůstatkem obvodové hradby.